# Крижанівський Олександр Васильович
Олександр Васильович Крижані́вський (10 вересня 1923, Одеса — 30 грудня 1999, Синельникове) — український майстер художнього фарфору; чоловік Тамари Крижанівської.

## Біографія
Народився 10 вересня 1923 року в місті Одесі (нині Україна). 1950 року закінчив Одеське художнє училище, де навчався зокрема у Михайла Жука. З 1952 року працював на Городницькому порцеляновому заводі. Помер у місті Синельниковому 30 грудня 1999 року.

## Творчість
Спільно з дружиною виконував фарфорові скульптури малих форм, посуд, сервізи та побутові предмети. Серед творів:
- скульптурні композиції «Дівчата» (1950-ті), «Куниця» (у співавторстві), «Дядько Степан», «Музиканти» (усі — 1950–1960-ті), «Богдан Хмельницький» (1954), «Бандуристи» (1961), «Тріо бандуристів» (1964); «Одарка і Карась» (1965), «Дівчина з голубкою» (1969), «Ескімос із собакою» (1969), «Козаченьки» (1970);
- чайні сервізи «Осінь», «Україна» (1970-ті);
- набір чайників «Півні» (19710).

Брав участь у художніх виставках з 1960-х років.
Окремі роботи зберігаються в Національному музеї українського народного декоративного мистецтва у Києві.